# أشاني ويراراتنا
أشاني تانوجا ويراراتنا (1970) هي باحثة سرطان أمريكية من مواليد سريلانكا، تساهم اكتشافاتها في الفهم العلمي لأورام الميلانوما وهي أستاذة مميزة في بلومبرج لبيولوجيا السرطان وأستاذة إي في مكولوم ورئيس قسم الكيمياء الحيوية والبيولوجيا الجزيئية في كلية جونز هوبكنز بلومبرج للصحة العامة.
كانت ويراراتنا رئيسة مختبر وأستاذة متفرغة وقائدة مشاركة لبرنامج علم المناعة والبيئة الدقيقة والانبثاث في معهد ويستار ومديرة برنامج بيولوجيا السرطان في جامعة العلوم.

## النشأة والتعليم
وُلدت ويراراتنا في سريلانكا ونشأت في ليسوتو. من سن 15 أرادت أن تصبح باحثة في السرطان. في عام 1988 بسبب الفصل العنصري غادرت ويراراتنا جنوب أفريقيا في سن 17 لدراسة علم الأحياء في كلية سانت ماري في ماريلاند حصلت على البكالوريوس عام 1991. حصلت ويراراتنا على درجة الماجستير في الفلسفة من جامعة جورج واشنطن عام 1997، والتقت خلالها باليد حصلت على درجة الدكتوراه في علم الأورام الجزيئي والخلوي من الكلية الكولومبية للفنون والعلوم في المركز الطبي بجامعة جورج واشنطن. كانت أطروحتها لعام 1998 بعنوان «فقدان تعبير الرحم الرحمي في سرطان البروستاتا المنتشر في الإنسان». كان ستيفن باتيرنو مستشارها للدكتوراه من 1998 إلى 2000، أكملت ويراراتنا تدريبها بعد التخرج وكانت زميلة لما بعد الدكتوراه في العلاج التجريبي وعلم العقاقير في مركز جونز هوبكنز سيدني كيميل الشامل للسرطان الذي كان يُعرف بعد ذلك بمركز مركز جونز هوبكنز للأورام. من هناك واصلت لتصبح عالمة في مختبر جيف ترينت، ثم المدير العلمي للمعهد القومي لبحوث الجينوم البشري في المعاهد الوطنية للصحة وهنا قامت بمتابعة اكتشاف الدكتور ترينت والدكتور مايكل بيتنر لجزيء الإشارة Wnt وغير الكنسي Wnt5A في الورم الميلانيني. أمضت العقد التالي أو نحو ذلك من حياتها المهنية في محاولة لفهم دور Wnt5A في ورم خبيث وهو الورم الميلانيني. 

## الحياة المهنية

### اأبحاث السرطان
في عام 2007، عملت ويراراتنا في مختبر علم المناعة في المعهد الوطني للشيخوخة. انضمت ويراراتنا إلى معهد ويستار في عام 2011 في البداية كأستاذ مساعد ثم كأستاذ مشارك وقائدة برنامج البيئة الدقيقة للأورام والورم الخبيث في معهد ويستار. في عام 2014 حصلت على منحة R01 من المعهد الوطني للسرطان. في عام 2015 شمل بحثها آثار الشيخوخة على الجلد والتغيرات المقابلة في نمو الورم. تم تسميتها كأستاذ مساعد في إيرا بريند، في عام 2016 أثناء تلقيها الأستاذية أشار رئيس معهد ويستار ومديره التنفيذي داريو ألتيري إلى أن «الدكتورة ويراراتنا أظهرت مبادرة علمية متميزة وهي سفيرة عظيمة لمعهدنا فهي تغير الطريقة التي نفهم بها سرطان الجلد حيث تسعى هي وفريقها طرق الوقاية من هذا المرض الخطير وعلاجه تحت قيادتها ونتطلع إلى استمرار الابتكار والنمو خلال هذه الأوقات المثيرة لتوسيع البحث في ويستار.»  في عام 2018 ترأست الدكتورة ويراراتنا مختبر ويراراتنا في معهد ويستار. يبحث المعمل في الآليات الجزيئية المتعلقة بنقائل الورم الميلانيني، وخاصة مسار إشارات Wnt. تبحث ويراراتنا أيضًا في كيف يمكن للتغييرات في البيئة الدقيقة للورم وخاصة الشيخوخة أن تغير نمو سرطان الجلد وتطور المقاومة العلاجية.
في عام 2018، أصبحت ويراراتنا أستاذة متفرغة وقائدة مشاركة لبرنامج علم المناعة والبيئة الدقيقة والورم الخبيث في معهد ويستار. حتى عام 2018 كانت مديرة برنامج الدكتوراه في بيولوجيا السرطان بجامعة العلوم.
انضمت ويراراتنا إلى جامعة جونز هوبكينز في عام 2019 كأستاذة متميزة في بلومبرج في بيولوجيا السرطان. ستعمل كأول أستاذة في إي في مكولوم ورئيسة قسم الكيمياء الحيوية والبيولوجيا الجزيئية في كلية جونز هوبكنز بلومبرج للصحة العامة (JHSPH). في هذا الدور، ستواصل أبحاثها حول سرطان الجلد وتوسع برامج الشيخوخة والسرطان في كلية جونز هوبكنز بلومبرج للصحة العامة. تحمل ويراراتنا موعدًا مشتركًا في قسم الأورام بكلية الطب بجامعة جونز هوبكنز ومركز سيدني كيميل الشامل للسرطان.
في عام 2020، ستكون ويراراتنا رئيسة لجمعية أبحاث سرطان الجلد.

### النشاط
في يونيو 2018، تحدثت ويراراتنا في احتجاج العائلات تنتمي معًا في نوريستاون بنسلفانيا وكشفت عن الصعوبات التي واجهتها أثناء هجرتها بدون أسرة لتحقيق الحلم الأمريكي وتحدثت ويراراتنا ضد سياسة فصل الأسرة لإدارة ترامب، وبدلاً من ذلك سلطت الضوء على الإنجازات العلمية والنمو الاقتصادي المنسوب إلى المهاجرين في الولايات المتحدة وحثت الآخرين على ممارسة حقهم في التصويت مشيرة إلى أنها لم تتمكن من ذلك إلا مؤخرًا لأنها مهاجرة.

## الروابط الخارجية
- أشاني ويراراتنا منشورات مفهرسة من قبل جوجل سكولار